# Catedral basílica de los Santos Pedro y Cecilia (Mar del Plata)
La Catedral de los Santos Pedro y Cecilia, declarada "Patrimonio Histórico Nacional" fue inaugurada el 12 de febrero de 1905 (120 años) es la catedral de la ciudad de Mar del Plata.

## Historia
En 1892 una comisión de damas elevó una nota al intendente Clemente Cayrol para construir un edificio religioso más amplio que la existente Capilla Santa Cecilia y en diciembre de ese mismo año dirigen una nota al gobernador provincial doctor Julio A. Costa con el mismo objetivo que la anterior.
Previamente con el objeto de construir un templo, en el mes de enero de 1893 fue colocada la piedra fundamental. La obra fue dirigida por el Ingeniero Pedro Benoit, que trabajó en forma gratuita inicialmente siendo continuada por su hijo Pedro J. tras el fallecimiento de este en 1897, manteniendo un estilo particularmente Neogótico. Los constructores fueron Adán Pandolfi, jefe de la obra, el capataz fue Juan Lazzari quienes dirigieron un equipo de obreros y artesanos de nacionalidad italiana mayoritariamente.
La primera misa se llevó a cabo el 28 de febrero de 1897, ya se había terminado de construir el techo. La misa inaugural contó con la presencia de autoridades vecinos y veraneantes. Finalmente la sede parroquial se estableció en este edificio en 1902 (hasta entonces funcionaba en la capilla Santa Cecilia).
El 12 de febrero de 1905 Mons. Terreros bendijo la parte ya finalizada de la obra. La misma continuó con la construcción de la sacristía, la casa parroquial y el bautisterio utilizando una donación de Cecilia Peralta Ramos de Lesteche. Finalmente en 1920 se construyó la cripta ubicándose debajo del altar mayor.
Originalmente su nombre era San Pedro, en 1912 pasó a llamarse Parroquia de Santa Cecilia y en 1924, dedicada ya a ambos santos, fue nominada Basílica Menor. En 1957 se creó la diócesis de Mar del Plata y el templo se constituyó en la sede del Obispado, con la denominación actual (1905).
La Catedral fue declarada de Interés Patrimonial por Ordenanza n.º 10075/95 del Concejo Deliberante de General Pueyrredón.
La obra es de estilo neogótico, tiene líneas geométricas en su torre central donde se ubica la cruz, las torres laterales son simétricas.

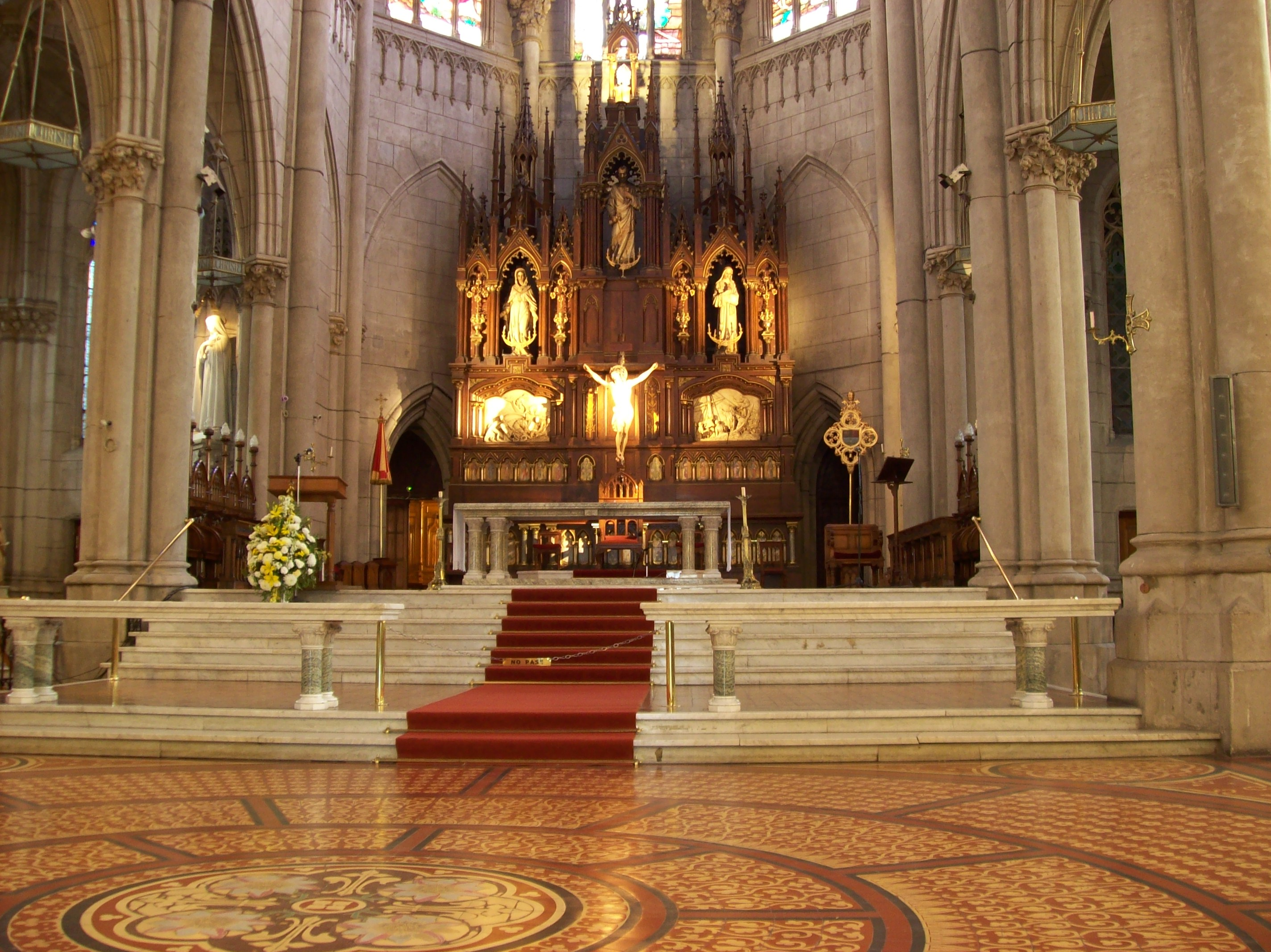
Altar mayor.

Los vitraux de la Catedral son todos provenientes de Francia y donados por prestigiosas familias de Mar del Plata. La araña central fue traída del Hotel Bristol de la ciudad. El piso es de mosaico inglés y el techo está hecho de tejas vidriadas de distintos colores, todas europeas. El órgano es italiano y fue construido el mismo año de la fundación de la Catedral, con tres teclados manuales con un total de 36 registros y 2500 tubos.
En el Altar Mayor se encuentras las reliquias, un trozo de la Cruz de Cristo, los restos de Santos Mártires y los restos de Monseñor Enrique Rau, primer Obispo de Mar del Plata. 
Sobre la derecha, en el interior del Templo, se encuentra una réplica de La Piedad.
El carillón está compuesto por cinco campanas de bronce que fueron fundidas en Francia, identificadas con el nombre de quienes las donaron: Clara, Inés, Ercilia, Ernestina y Josefina.  Es la tercera catedral más grande de la provincia después de la Catedral de La Plata y la Basílica de Luján.

## El templo
Se compone de tres naves, que ocupan una superficie de 67 m de largo por 20 de ancho, un total de 1360 metros cuadrados, descontando los espacios reservados para altares, pórticos y confesionarios quedan 850 metros cuadrados libres pudiendo albergar a 800 personas sin dificultades.

### Cripta
La cripta ubicada debajo del altar mayor contiene los restos de los santos Severo, Máximo, Justino, Donato, Gracia y Epidia. Además de varias reliquias está un trozo de la Santa Cruz y de Santa Cecilia, todas estas piezas se encuentran autenticadas por la Santa Sede.